# シャドウ・ワーク
シャドウワーク（shadow work）とは、イヴァン・イリイチの造語で、専業主婦などの家事労働など報酬を受けない仕事だが、しかし誰かが賃労働をすることのできる生活の基盤を維持するために不可欠なもの。妊娠出産、子育てなどの再生産労働をこれに含ませる。鶴見和子はこれを「影法師の仕事」と訳したことがある。本来は消費社会化を支える隠された労働という意味合いで唱えられた。
近年では一條和生らや日本能率協会、ベネッセなど無報酬労働を推奨する文脈で用いられ始めている。
また、出産・子育て・教育をする生活（生命の継承・発展）を人間活動の中心と捉え、その生活および社会を支える賃金労働の側を「シャドウ・ワーク」とする視点もある（女王蜂と働き蜂理論）。